# Estabilidade no emprego
Estabilidade no emprego constitui uma garantia contra a despedida arbitrária do empregado.

## Brasil
No Brasil, existem quatro formas de estabilidade ou segurança no emprego, sejam elas parciais ou totais:

### Entidades públicas
- Estabilidade total: Servidores públicos regidos pelo Regime jurídico estatutário federal (administração direta, autarquias e fundações públicas), só podem ser demitidos em caso de sentença judicial transitada em julgado ou em virtude de processo administrativo disciplinar assegurada a ampla defesa.[1]
- Estabilidade relativa: Empregado público regido pela Consolidação das Leis do Trabalho (empresas públicas e sociedades de economia mista) só podem ser demitidos caso a demissão seja devidamente fundamentada e comprovada, conforme o Recurso Extraordinário 589.998/2013 do Supremo Tribunal Federal (STF).[2]

### Entidades privadas
- Estabilidade provisória: funcionários de empresas privadas regidos pela Consolidação das Leis do Trabalho possuem estabilidade temporária em caso de gravidez, participação em CIPA, representação em sindicato de classe, direção em cooperativa, acidente do trabalho ou outro motivo previsto em acordo coletivo da categoria.[3]
- Estabilidade decenal: funcionários de empresas privadas com mais de 10 de anos de serviço na mesma empresa adquiriam estabilidade decenal, e só podiam ser demitidos por motivo de falta grave ou circunstância de força maior.[4] Contudo, com o advento do Fundo de Garantia do Tempo de Serviço (FGTS) e a promulgação da Constituição de 1988, esta opção foi extinta.[5]